# ميا أويدا
ميا إيفون أويدا (بالإنجليزية: Mia Evonne Uyeda)‏ (من مواليد 25 مايو 1980 في فانكوفر، كندا) هي ممثلة وعارضة أزياء وكاتبة فيجي كندية.